# Riesgo operativo
El riesgo operativo es la posibilidad de ocurrencia de pérdidas financieras, originadas por fallas o insuficiencias de procesos, personas, sistemas internos, tecnología, y en la presencia de eventos externos imprevistos. 
Esta definición incluye el riesgo legal, pero excluye los riesgos sistemáticos y de reputación, así también no se toma en cuenta las pérdidas ocasionadas por cambios en el entorno político, económico y social. Las pérdidas asociadas a este tipo de riesgo pueden originarse en fallas de los procesos, en la tecnología, en la actuación de la gente, y también, debido a la ocurrencia de eventos extremos externos.

## Evaluación
Para evaluar el Riesgo Operativo generalmente se toma en cuenta dos variables: 
- La frecuencia o probabilidad de suceso de un evento de riesgo, que consiste en el número de ocasiones en la que se detecta la presencia de eventos causales de riesgo.
- La severidad, o importancia del impacto de los eventos de riesgo sobre los resultados o el patrimonio de la empresa.

## Mediciones del Riesgo Operativo
Suelen distinguirse tres metodologías para el cálculo del Riesgo Operacional:
- Método del Indicador Básico
- Método Estándar
- Métodos de Medición Avanzada

## Método del Indicador Básico
Para el caso del método del indicador básico, el cálculo de la exigencia de capital se basa en una proporción fijada por Basilea (factor alfa = 15%) del promedio de los últimos tres años de los ingresos brutos anuales positivos (lo que permite estimar el volumen de operaciones).
KBIA = [Σ(GI1…n x α)]/n
Donde:
KBIA = la exigencia de capital en el Método del Indicador Básico
GI = ingresos brutos anuales medios, cuando sean positivos, de los tres últimos años
N = número de años (entre los tres últimos) en los que los ingresos brutos fueron positivos

## Método Estándar
Bajo la metodología estándar, las actividades de los bancos se dividen en líneas de negocio. Se calculan los ingresos brutos de cada línea de negocio y a cada uno de estos se los multiplica por un factor (beta) que estima la exposición que tiene cada línea de negocio y permite calcular la provisión de capital para cada línea de negocio (finanzas corporativas: 18%; negociación y ventas: 18%; banca minorista: 12%, banca comercial: 12%; pagos y liquidación: 18%; servicios de agencia: 15%; administración de activos: 12%; intermediación minorista: 12%). Al final el requerimiento total de capital es la suma de los requerimientos de cada línea.

## Métodos de medición avanzada
Finalmente, con el enfoque de medición avanzado (EMA), a través de mecanismos que utilizan en especial la estimación de funciones de distribución de probabilidad, se logra una medición del capital requerido mucho más ajustado a la situación particular de cada entidad. 